# ادوارد جیمز گی
ادوارد جیمز گی (به انگلیسی: Edward James Gay) سناتور سابق عضو حزب دموکرات ایالات متحده آمریکا بود. وی در سال ۱۹۱۸ تا ۱۹۲۱ میلادی سناتور ایالت لوئیزیانا در سنای ایالات متحده آمریکا بود.